# Kladniv, Volodîmîr-Volînskîi
Kladniv (în ucraineană Кладнів) este un sat în comuna Mîkîtîci din raionul Volodîmîr-Volînskîi, regiunea Volînia, Ucraina.

## Demografie
Componența lingvistică a localității Kladniv
     Ucraineană (100%)
Conform recensământului din 2001, toată populația localității Kladniv era vorbitoare de ucraineană (100%).